# Myrmarachne markaha
Myrmarachne markaha là một loài nhện trong họ Salticidae.
Loài này thuộc chi Myrmarachne. Myrmarachne markaha được Alberto Barrion & James A. Litsinger miêu tả năm 1995.